# 深川駅 (忠清北道)
深川駅（シムチョンえき）は、大韓民国忠清北道永同郡深川面にある、韓国鉄道公社（KORAIL）京釜線の駅。

## 駅構造
島式ホーム2面4線を有する地上駅。各ホームと駅舎とは構内踏切で連絡している。駅舎は登録文化財297号に登録されている。

### のりば
| 1・2 | 京釜線（下り） | 金泉・東大邱・密陽・釜山方面 |
| 3・4 | 京釜線（上り） | 大田・天安・水原・ソウル方面 |

## 利用状況
2010年度の1日平均乗車人員は27人、1日平均乗降人員は54人である。

## 駅周辺
- 深川面事務所
- 円覚寺
- 深川郵便局
- 深川初等学校

## 歴史
- 1905年1月1日 - 開業。
- 1934年9月31日 - 駅舎新築移転。
- 2006年12月4日 - 駅舎が登録文化財に登録される。

## 隣の駅
韓国鉄道公社　
京釜線　
ITX-セマウル
通過
ムグンファ号
池灘駅 - 深川駅 - 覚渓駅　